# Hljeb Mali
Hljeb Mali je hrid uz sjevernu obalu Lastova, od kojeg je udaljen oko 200 metara. Najbliži susjedni otok je Maslovnjak Mali, oko 80 metara jugopapadno. 
Površina hridi je 454 m2, a visina oko 3 metra.